# John McDowell (Politiker, 1902)
John Ralph McDowell (* 6. November 1902 in Pitcairn, Allegheny County, Pennsylvania; † 11. Dezember 1957 in Wilkinsburg, Pennsylvania) war ein US-amerikanischer Politiker. Zwischen 1939 und 1941 sowie nochmals von 1947 bis 1949 vertrat er den Bundesstaat Pennsylvania im US-Repräsentantenhaus.

## Werdegang
John McDowell besuchte die öffentlichen Schulen und die High Schools seiner Heimat. Im Jahr 1923 absolvierte er die Randolph-Macon Military Academy in Front Royal (Virginia). Zwischen 1923 und 1929 arbeitete er als Reporter für verschiedene Zeitungen in seiner Heimat. Von 1925 bis 1928 gehörte er dem Magistrat der Stadt Pitcairn an. Seit 1929 gab er die Zeitung Wilkinsburg Gazette heraus; 1933 wurde er Präsident der Firma Wilkinsburg Gazette Publishing Co. Politisch schloss er sich der Republikanischen Partei an.
Bei den Kongresswahlen des Jahres 1938 wurde McDowell im 31. Wahlbezirk von Pennsylvania in das US-Repräsentantenhaus in Washington, D.C. gewählt, wo er am 3. Januar 1939 die Nachfolge des Demokraten James L. Quinn antrat. Da er im Jahr 1940 nicht bestätigt wurde, konnte er bis zum 3. Januar 1941 zunächst nur eine Legislaturperiode im Kongress absolvieren. Während dieser Zeit wurden dort die letzten New-Deal-Gesetze der Roosevelt-Regierung verabschiedet, denen McDowells Partei eher ablehnend gegenüberstand.
1942 bewarb sich McDowell noch erfolglos um die Rückkehr in das US-Repräsentantenhaus. Bei den Wahlen des Jahres 1946 wurde er dann im 29. Distrikt seines Staates erneut in den Kongress gewählt, wo er am 3. Januar 1947 Howard E. Campbell ablöste. Im Jahr 1948 verfehlte er die Wiederwahl. Daher konnte er sein Mandat nur für eine Legislaturperiode bis zum 3. Januar 1949 ausüben. In diese Zeit fiel der Beginn des Kalten Krieges. Nach seiner Zeit im US-Repräsentantenhaus arbeitete John McDowell wieder in der Zeitungsbranche. Er starb am 11. Dezember 1957 in Wilkinsburg, wo er auch beigesetzt wurde.